# Xylocopa tricolor
Xylocopa tricolor là một loài Hymenoptera trong họ Apidae. Loài này được Ritsema mô tả khoa học năm 1876.